# Legatoboog

Twee legatobogen.

Een legatoboog is een symbool in muzieknotatie dat als boog boven of onder een groep noten gezet wordt om aan te geven dat de tonen aan elkaar vast gespeeld moeten worden (legato).
Afhankelijk van het muziekinstrument waarvoor de muziek genoteerd is, moet er in de speelwijze rekening mee gehouden worden. Blazers zullen noten onder een legatoboog op één ademteug spelen zonder opnieuw aan te zetten, strijkers interpreteren legatobogen meestal als streekboog. Een pianist speelt legatonoten onder een legatoboog door een toets pas los te laten als de volgende al aangeslagen is.